# Blayney Shire
Blayney Shire är en kommun i Australien. Den ligger i delstaten New South Wales, i den sydöstra delen av landet, omkring 190 kilometer väster om delstatshuvudstaden Sydney. Antalet invånare är 7 330.
Följande samhällen finns i Blayney Shire:
- Blayney
- Millthorpe
- Carcoar
- Mandurama

Trakten runt Blayney består till största delen av jordbruksmark. Trakten runt Blayney är nära nog obefolkad, med mindre än två invånare per kvadratkilometer. Genomsnittlig årsnederbörd är 864 millimeter. Den regnigaste månaden är februari, med i genomsnitt 162 mm nederbörd, och den torraste är oktober, med 40 mm nederbörd.